# Chaubac, lo Laus e Montaus
Chauvac-Laux-Montaux és un municipi francès situat al departament de la Droma i a la regió d'Alvèrnia-Roine-Alps. L'any 2007 tenia 44 habitants.

## Demografia

### Població
El 2007 la població de fet de Chauvac-Laux-Montaux era de 44 persones. Hi havia 16 famílies de les quals 4 eren unipersonals (4 homes vivint sols), 8 parelles sense fills i 4 parelles amb fills.
La població ha evolucionat segons el següent gràfic:
Habitants censats

### Habitatges
El 2007 hi havia 53 habitatges, 20 eren l'habitatge principal de la família, 25 eren segones residències i 8 estaven desocupats. 49 eren cases i 2 eren apartaments. Dels 20 habitatges principals, 18 estaven ocupats pels seus propietaris i 2 estaven llogats i ocupats pels llogaters; 7 tenien tres cambres, 4 en tenien quatre i 9 en tenien cinc o més. 15 habitatges disposaven pel capbaix d'una plaça de pàrquing. A 9 habitatges hi havia un automòbil i a 11 n'hi havia dos o més.

### Piràmide de població
La piràmide de població per edats i sexe el 2009 era:
| Homes | Edats   | Dones |
| ----- | ------- | ----- |
| 0     | 95 o +  | 0     |
| 0     | 90 a 94 | 0     |
| 0     | 85 a 89 | 4     |
| 0     | 80 a 84 | 0     |
| 0     | 75 a 79 | 0     |
| 4     | 70 a 74 | 0     |
| 4     | 65 a 69 | 0     |
| 0     | 60 a 64 | 4     |
| 0     | 55 a 59 | 4     |
| 0     | 50 a 54 | 0     |
| 0     | 45 a 49 | 0     |
| 4     | 40 a 44 | 4     |
| 0     | 35 a 39 | 0     |
| 0     | 30 a 34 | 0     |
| 0     | 25 a 29 | 0     |
| 0     | 20 a 24 | 0     |
| 0     | 15 a 19 | 0     |
| 0     | 10 a 14 | 0     |
| 0     | 5 a 9   | 4     |
| 0     | 0 a 4   | 0     |

## Economia
El 2007 la població en edat de treballar era de 29 persones, 24 eren actives i 5 eren inactives. Les 24 persones actives estaven ocupades(14 homes i 10 dones).. De les 5 persones inactives 4 estaven jubilades i 1 estava estudiant.
Activitats econòmiques
L'any 2000 a Chauvac-Laux-Montaux hi havia 10 explotacions agrícoles.

## Poblacions més properes
El següent diagrama mostra les poblacions més properes.